# Al-A'raf
Al-A'raf (Le Alture) è la settima Sura del Corano, una sura meccana composta da 206 versetti. Questa sura è conosciuta per la sua trattazione dettagliata delle storie dei profeti e delle loro comunità, con l'obiettivo di insegnare lezioni morali e spirituali. La sura prende il nome dalle "alture", un luogo descritto nel Giorno del Giudizio dove le persone attenderanno il giudizio di Allah.

## Contenuto

### Introduzione alla Rivelazione Divina
Versetti 1-10: La sura inizia con una dichiarazione sulla verità e l'importanza del Corano come guida per l'umanità. Si sottolinea che Allah ha rivelato il Corano come una misericordia e un avvertimento per tutti. Viene enfatizzata la necessità di seguire questa guida divina per ottenere la salvezza.

### Storia di Adamo e Satana
Versetti 11-25: Viene narrata la storia di Adamo e della sua creazione, seguita dal rifiuto di Satana di prostrarsi davanti ad Adamo. Satana viene espulso dal Paradiso e giura di ingannare l'umanità. La storia sottolinea l'importanza dell'obbedienza ad Allah e mette in guardia contro l'inganno di Satana.

### Storie dei Profeti
Versetti 26-206: Una sezione significativa della sura è dedicata alle storie dei profeti, tra cui Noè, Hud, Salih, Abramo, Lot, Shu'ayb, Mosè e Aronne. Ogni storia è narrata con dettagli che mettono in risalto la perseveranza dei profeti nel diffondere il messaggio divino, nonostante l'opposizione e l'incredulità delle loro comunità. Queste storie servono come lezioni morali per i credenti, dimostrando la ricompensa per l'obbedienza e la punizione per la disobbedienza.

### Il Popolo di Mosè
Versetti 103-171: Viene narrata in dettaglio la storia di Mosè e del suo confronto con il Faraone. Si descrivono i vari segni e miracoli mostrati da Mosè, il rifiuto del Faraone e la liberazione dei figli di Israele. La sura racconta anche le sfide che Mosè affronta con il suo popolo nel deserto, mettendo in luce l'importanza della fede e della pazienza.

### La Realizzazione del Giorno del Giudizio
Versetti 172-206: La sura conclude con una discussione sul Giorno del Giudizio. Viene descritto il concetto delle "alture" (Al-A'raf) come un luogo intermedio dove alcuni attenderanno il giudizio finale. Si sottolinea l'importanza della rettitudine, della fede e della consapevolezza della vita dopo la morte.

## Analisi
La Sura Al-A'raf è fondamentale per la sua ricca trattazione delle storie dei profeti e per le lezioni morali e spirituali che ne derivano. Essa fornisce una guida completa su come vivere una vita conforme ai principi divini, mettendo in luce l'importanza dell'obbedienza ad Allah, della perseveranza nella fede e della consapevolezza del Giorno del Giudizio. Le storie dei profeti servono come esempi di rettitudine e di coraggio nella diffusione del messaggio divino, ispirando i credenti a seguire il loro esempio. La sura enfatizza anche la misericordia e la giustizia di Allah, offrendo speranza e avvertimenti per guidare i credenti verso la salvezza.